# إنتربيديا
انتربيديا (بالإنجليزية: Interpedia)‏ هو اسم أعطى لواحدة من أوائل موسوعات الإنترنت المقترحة، بحيث تسمح لأي شخص بالمشاركة من خلال كتابة مقالات، ثم تقديمها إلى الفهرس المركزي الخاص بكافة صفحات انتربيديا. أتاحت الموسوعة للمستخدمين أن يضيفوا مقالات ومعلومات جديدة، وأن يصنفوها تحت تصنيف معين في الموسوعة، ولكن لم تغادر موسوعة إنتربيديا مرحلة التجريب قط.

## التاريخ
كانت انتربيديا مبادرة من ريك جيتس، الذي نشر رسالة بعنوان «موسوعة الإنترنت» بتاريخ 25 أكتوبر 1993 على LISTSERV الخاص بـ PACS-L (Public-Access Computer Systems Forum). تضمنت الرسالة التأملات التالية:

كلما أمعنت التفكير في هذا الأمر، كلما أدركت أن هذا المورد، الذي يحتوى على معرفة موسوعية عامة لغير المتخصص، سيصبح أداة هامة لبعض أنواع الأبجاث، ومواطني الإنترنت (Net.Citizenry) بصفة عامة.
آه.. لكن ماذا عن المشاركين... أين يمكنك إيجاد مؤلفين لكتابة المقالات القصيرة التي تحتاجها؟ حسنا، يجب علي أولا البدء في البحث عن طريق للتواصل مع مجموعة بالغة التنوع من الناس... الكل بدء من اللغويين وحتى علماء البيولوجيا الجزيئية، من نشطاء حقوق الحيوان وحتى zymurgists، من الجغرافيين حتى chromotographers. احزر ماذا؟:-) توفر الشبكة المجال لكل هذا. لذلك أمعنت التفكير في الأمر أكثر..

.. توصلت إلى نتيجة مفادها أن هذه فكرة جيدة!

صيغ مصطلح انتربيديا بواسطة ر.ل.صاموئيل (R. L. Samuell)، وهو مشارك في النقاشات المبكرة حول الموضوع.[بحاجة لمصدر] في نوفمبر 1993، نقلت النقاشات إلى قائمة بريدية مخصصة، والتي ألحقت فيما بعد بـ Usenet newsgroup بعنوان comp.infosystems.interpedia.
كانت هناك بعض الخلافات حول ما إذا كانت كافة الصفحات تتاح بصورة لغة ترميز النص الفائق، نص بسيط، أو ما إذا كان يمكن السماح بكافة الصياغات (مثال: كما في غوفر). أثيرت نقطة أخرى في النقاش حول ما إذا كان يمكن لمصادر الإنترنت الخارجية، التي لم تكتب خصيصا من أجل إنتربيديا، أن تصبح جزء منها عن طريق إدراجها في الفهرس.[بحاجة لمصدر]
علاوة على ذلك، جرت عملية تصور لعدة وكالات "Seal-of-approval" (SOAP) مستقلة من أجل تقييم مقالات انتربيديا، استنادا إلى معايير يختارونها؛ حيث يمكن للمستخدمين أن يقرروا فيما بعد أي من توصيات الوكالات عليهم إتباعها.
جرت مناقشة المشروع بفاعلية لمدة تربو على نصف عام، لكن في نهاية الأمر لم يبرح مراحل التخطيط، ثم توقف لاحقا، ربما يرجع ذلك جزئيا إلى النمو غير المسبوق لشبكة الانترنت.

## اقرأ أيضًا
- Reagle، Joseph Michael (2010). "Interpedia". تعاون حسن النية. Cambridge, Mass.: MIT Press. ص. 32–34. ISBN:978-0-262-01447-2.

## وصلات خارجية
- Interpedia's disclaimer by John Hunt (بالإنجليزية)